# Kamień Krajeński
Kamień Krajeński é um município da Polônia, na voivodia da Cujávia-Pomerânia e no condado de Sępólno. Estende-se por uma área de 3,65 km², com 2 394 habitantes, segundo os censos de 2017, com uma densidade de 655,9 hab/km².